# Dolichoderinae
Le Dolichoderinae Forel, 1878, sono una sottofamiglia di insetti imenotteri della famiglia Formicidae diffusa in quasi tutto il mondo.

## Descrizione
Comprende specie di formiche molto affini a quelle della sottofamiglia Formicinae, ma differenziate rispetto a queste ultime per la forma trasversale della cloaca. Esse sono caratterizzate dalla presenza di un singolo peziolo conico od appiattito fra l'addome ed il torace e da un addome privo di pungiglione.

## Biologia
Presentano abitudini molto varie. Alcune specie (Linepithema, Iridomyrmex) secernono iridomirmecina a scopi difensivi e per uccidere gli altri insetti. Si tratta di una sostanza secreta dalle ghiandole anali, che oltre ad essere un potente insetticida naturale, ha anche proprietà antibiotiche.

## Tassonomia
La sottofamiglia Dolichoderinae comprende i seguenti generi:
- Alloiomma Zhang, 1989 †
- Anillidris Santschi, 1936
- Anonychomyrma Donisthorpe, 1947
- Aptinoma Fisher, 2009
- Arnoldius Dubovikov, 2005
- Asymphylomyrmex Wheeler, 1915 †
- Axinidris Weber, 1941
- Azteca Forel, 1878
- Bothriomyrmex Emery, 1869
- Chronomyrmex McKellar et al., 2013 †
- Chronoxenus Santschi, 1919
- Ctenobethylus Brues, 1939 †
- Doleromyrma Forel, 1907
- Dolichoderus Lund, 1831
- Dorymyrmex Mayr, 1866
- Ecphorella Forel, 1909
- Elaeomyrmex Carpenter, 1930 †
- Elaphrodites Zhang, 1989 †
- Eldermyrmex Heterick & Shattuck, 2011 †
- Emplastus Donisthorpe, 1920 †
- Eotapinoma Dlussky, 1988 †
- Eurymyrmex Zhang et al., 1994 †
- Forelius Emery, 1888
- Froggattella Forel, 1902
- Gracilidris Wild & Cuezzo, 2006
- Iridomyrmex Mayr, 1862
- Kotshkorkia Dlussky, 1981 †
- Ktunaxia LaPolla & Greenwalt, 2015 †
- Leptomyrmex Mayr, 1862
- Leptomyrmula Emery, 1913 †
- Linepithema Mayr, 1866
- Liometopum Mayr, 1861
- Loweriella Shattuck, 1992
- Miomyrmex Carpenter, 1930 †
- Nebothriomyrmex Dubovikov, 2004
- Ochetellus Shattuck, 1992
- Papyrius Shattuck, 1992
- Petraeomyrmex Carpenter, 1930 †
- Philidris Shattuck, 1992
- Proiridomyrmex Dlussky & Rasnitsyn, 2003 †
- Protazteca Carpenter, 1930 †
- Ravavy Fisher, 2009
- Tapinoma Foerster, 1850
- Technomyrmex Mayr, 1872
- Turneria Forel, 1895
- Usomyrma Dlussky et al., 2014 †
- Yantaromyrmex Dlussky & Dubovikoff, 2013 †
- Zherichinius Dlussky, 1988 †

### Alcune specie

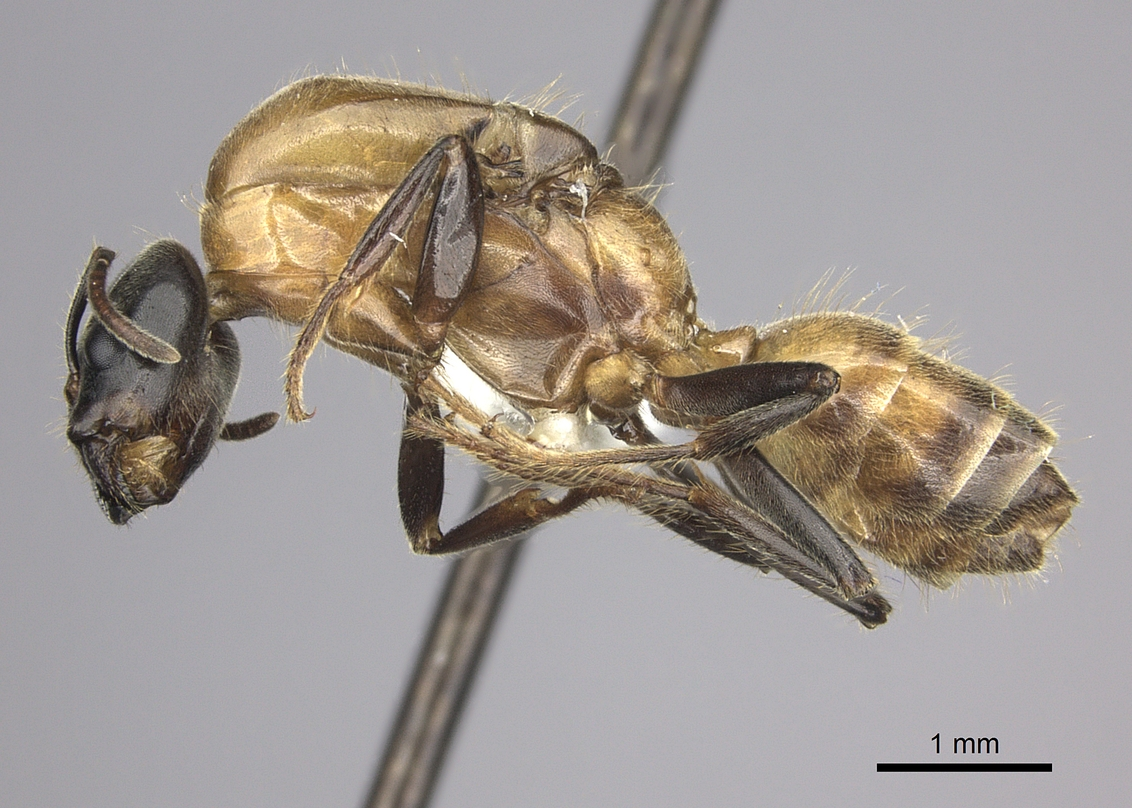
Azteca muelleri
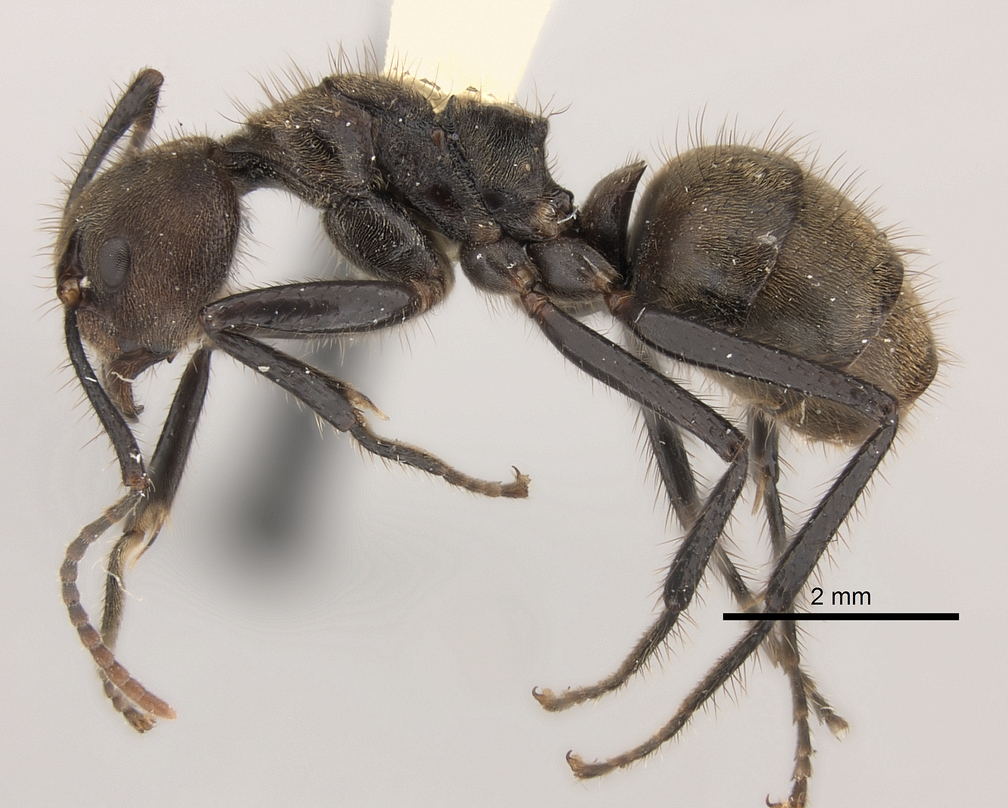
Dolichoderus bidens
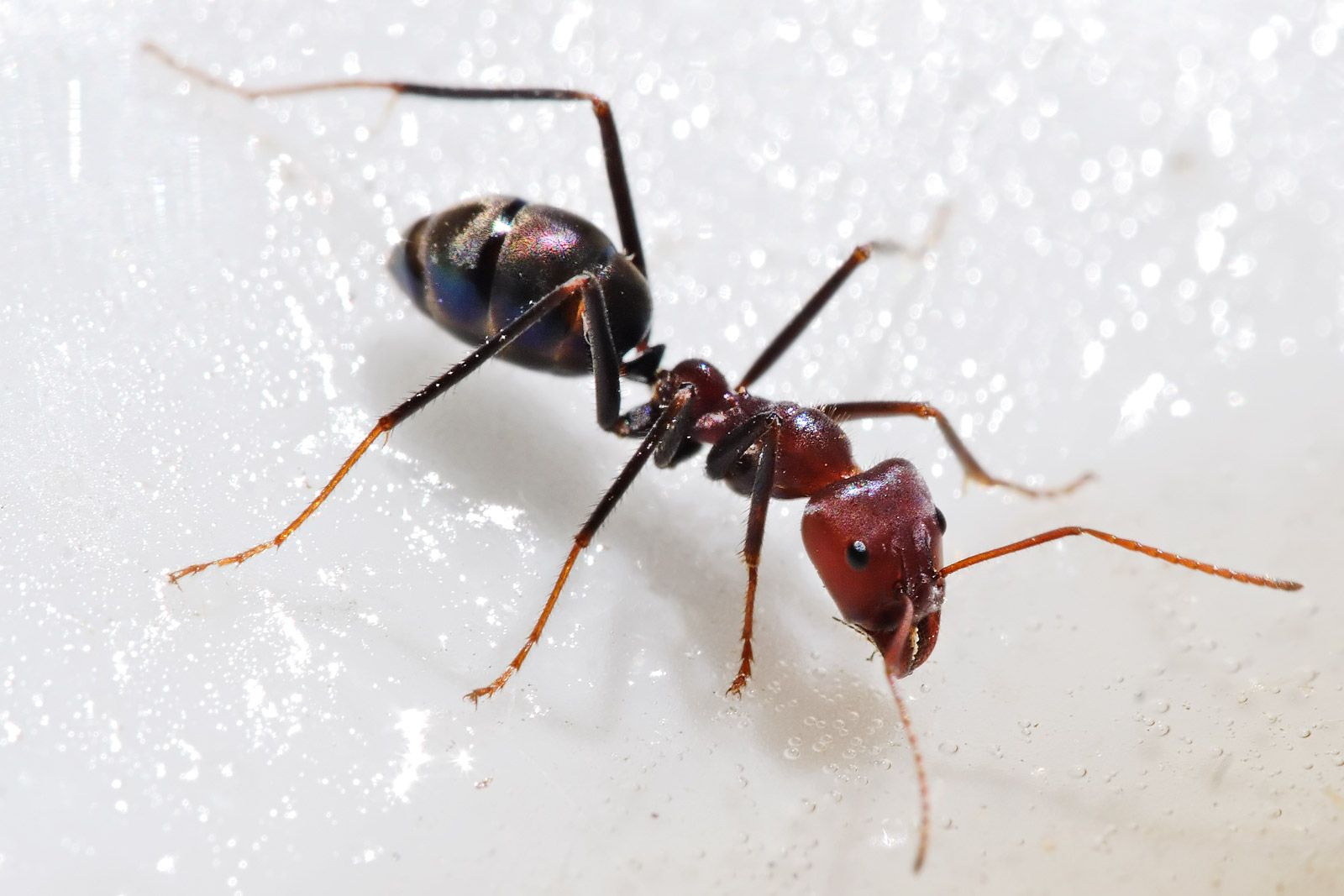
Iridomyrmex purpureus
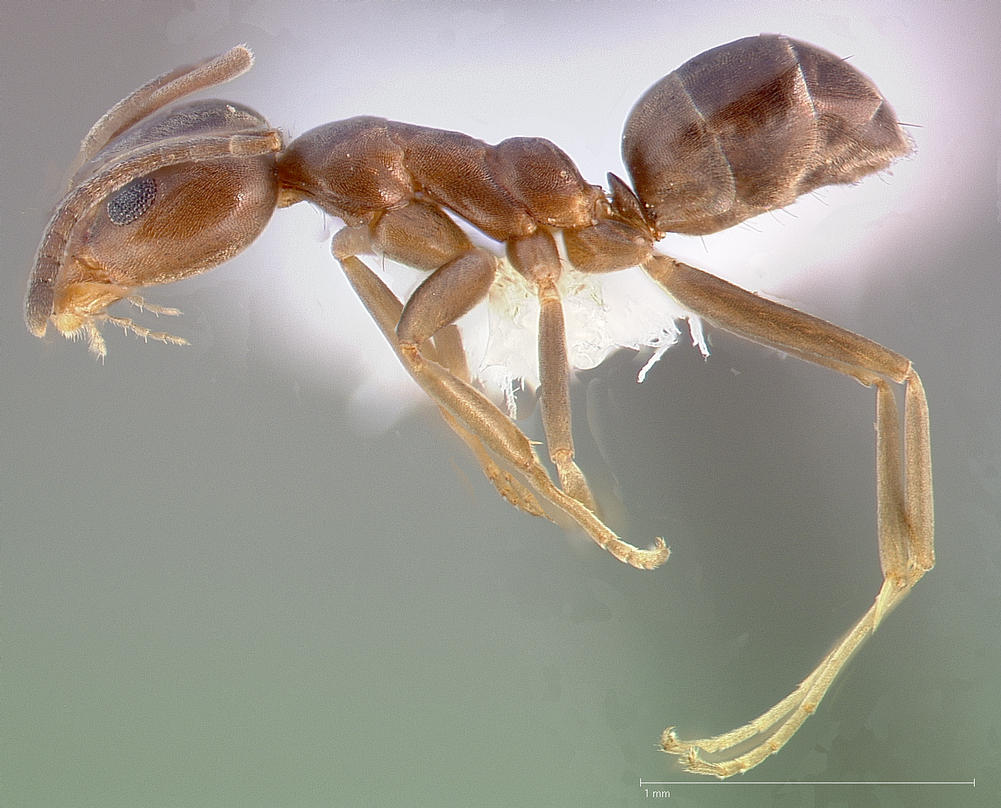
Linepithema humile
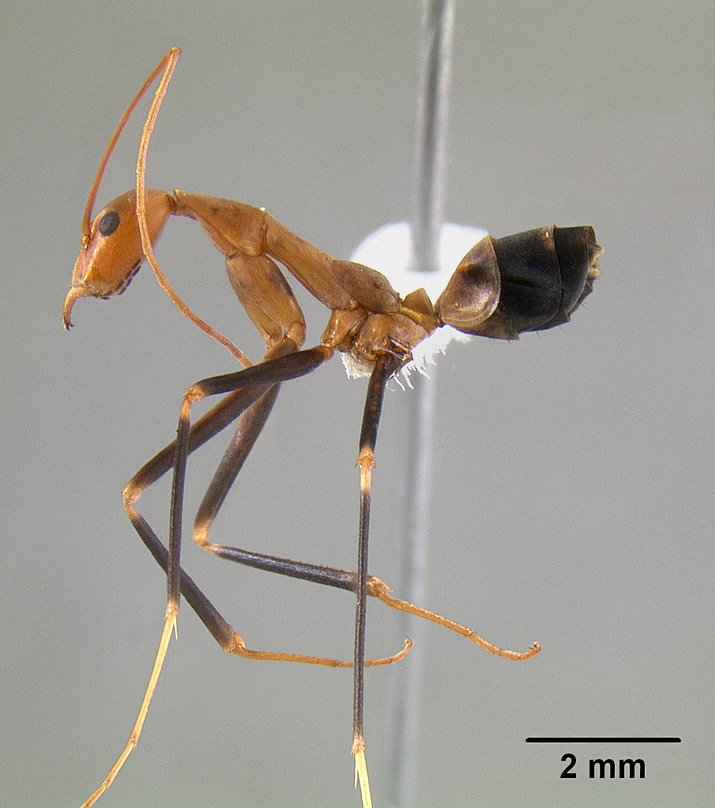
Leptomyrmex darlingtoni
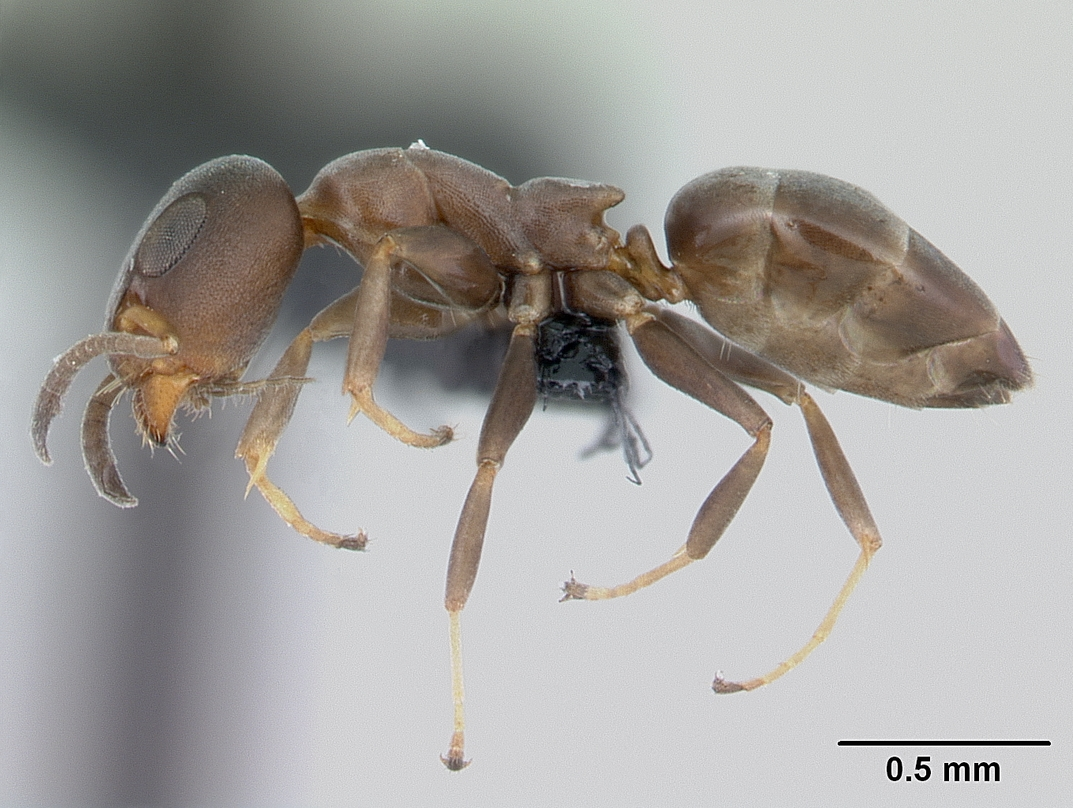
Turneria bidentata